# Attractiepark

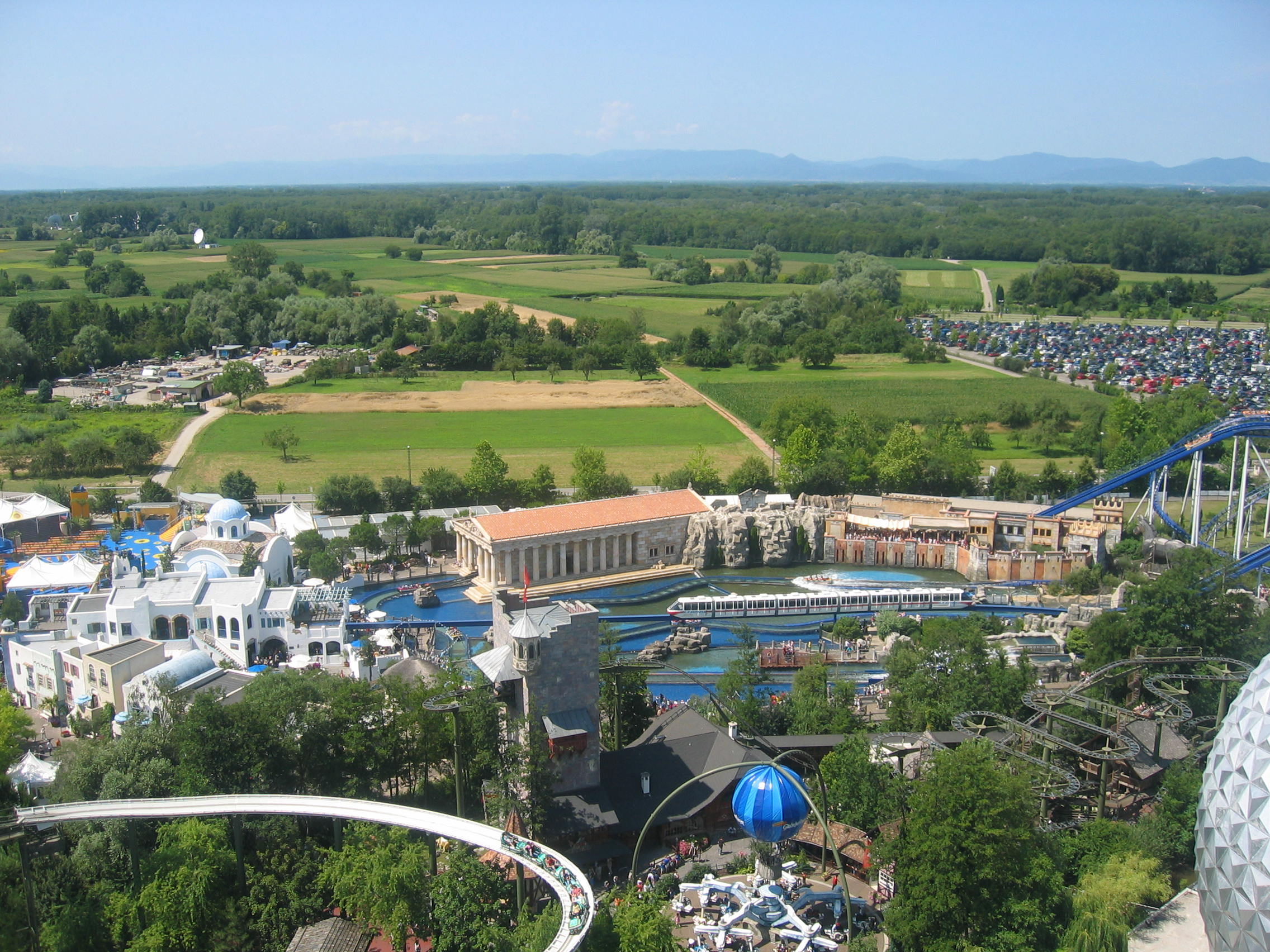
Zicht op Europa-Park in Duitsland met Silver Star op de achtergrond samen met De bobbaan van Europa-Park

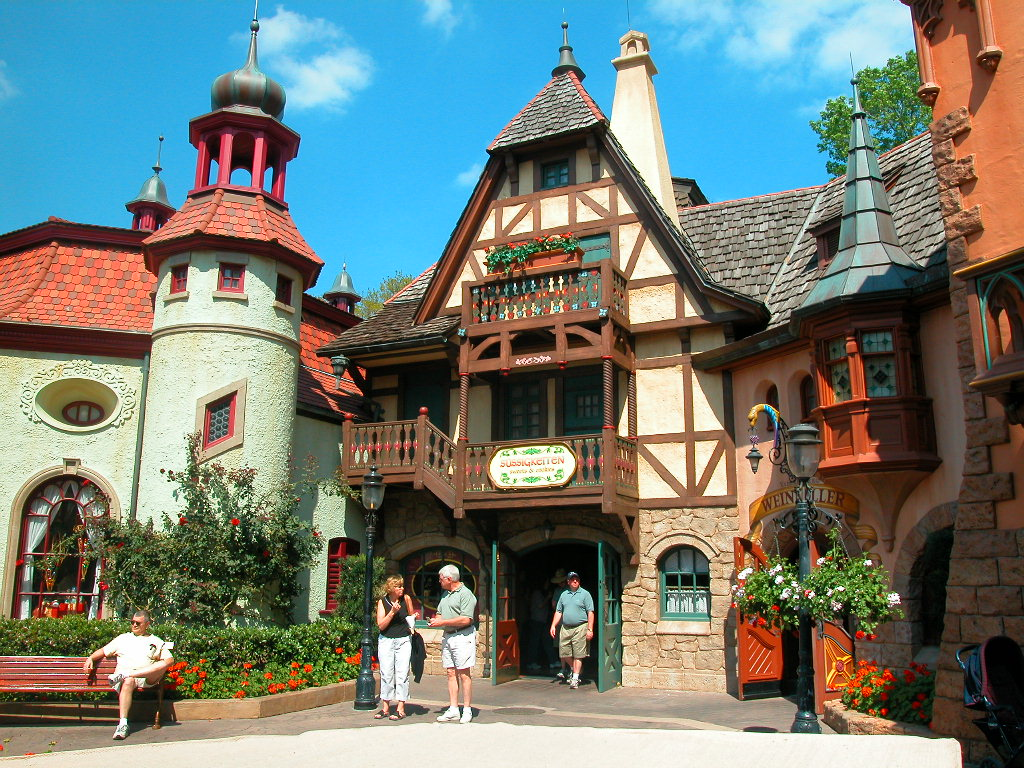
Een Duits paviljoen in het themapark EPCOT, onderdeel van het Walt Disney World Resort

Een attractiepark (ook pretpark, themapark of amusementspark) is een gecentraliseerd en immobiel amusementsoord waar, meestal tegen één toegangsprijs, grote attracties zijn opgesteld. De attracties kunnen uiteenlopen van een sprookjestuin tot de meest geavanceerde achtbanen.
In Europa hebben attractieparken zich veelal ontwikkeld tot ontspanningsplekken waar mensen kunnen recreëren tegen een bepaalde toegangsprijs. In de Verenigde Staten vervullen ook exposities een belangrijke rol in attractieparken. De attractieparken waren de historische voorlopers van de moderne themaparken en, in de Verenigde Staten, van de lokale en regionale kermissen. Themaparken hebben de plaats ingenomen van veel attractieparken, maar de twee termen worden afzonderlijk van elkaar gebruikt. Het oudste park van de wereld is Bakken in Klampenborg, ten noorden van Kopenhagen, dat werd geopend in 1583. Een ander oud park is het Prater in Wenen, dat sinds 1766 is te bezichtigen.

## Geschiedenis

### Algemeen

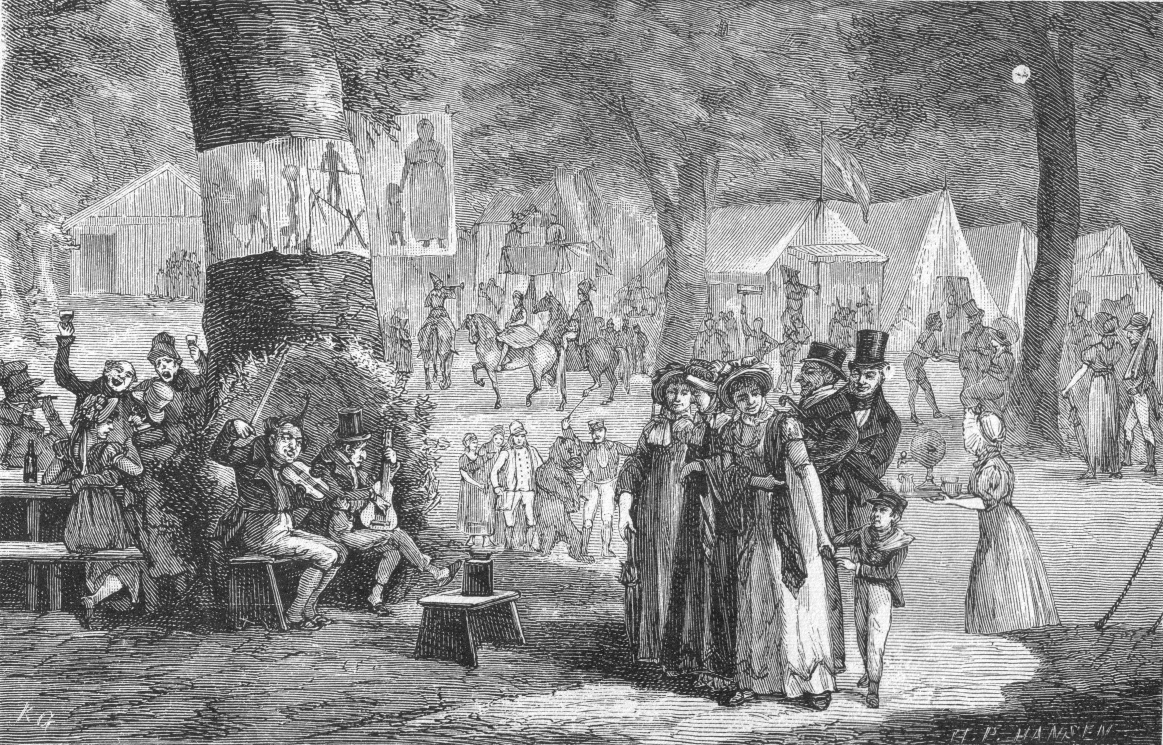
Bakken, het oudste pretpark ter wereld, rond 1800

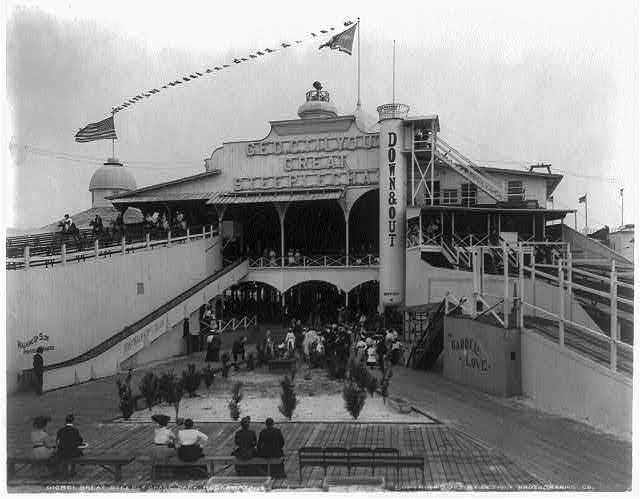
Ingang van het in 1964 gesloten Steeplechase Park

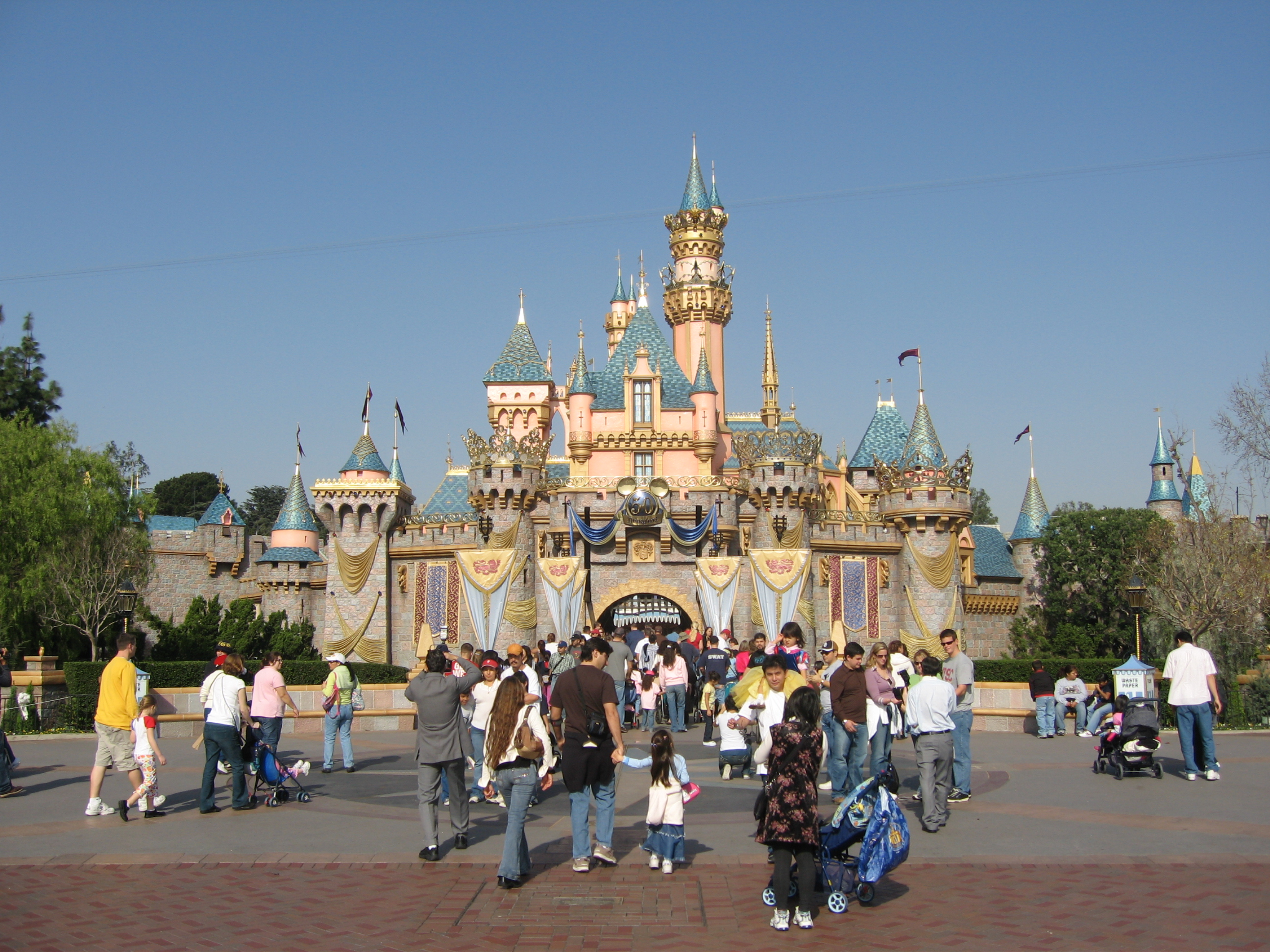
Het kasteel van Doornroosje in Disneyland Park te Anaheim

Attractieparken waren vroeger vooral "vermaaktuinen". Europa beschikte tijdens de middeleeuwen over veel van zulke "tuinen" waar dans, optredens, lichtshows, spellen en enkele attracties centraal stonden. Rond 1700 zorgden politieke oorzaken ervoor dat veel parken noodgedwongen moesten sluiten. Alleen Bakken, ten noorden van Kopenhagen, overleefde de crisis en is nog te bezichtigen; het is tevens het oudste attractiepark ter wereld.
Aan het einde van de negentiende eeuw openden steeds meer parken in de Verenigde Staten. De attractieparken hadden vaak plekken om te picknicken, restaurants, spellen en een aantal attracties. Vanaf 1893 was de populariteit van attractieparken ongekend. Het reuzenrad deed zijn intrede en er werd een concept bedacht waarbij attracties, restaurants en speelhallen werden gecentraliseerd. Het moderne attractiepark bood een grote variatie aan attracties waardoor mensen er een hele dag voor uit konden trekken. In 1894 opende Paul Boynton 's werelds eerste moderne attractiepark, Paul Boynton's Water Chutes. Tegen betaling mochten de bezoekers gebruikmaken van de opgestelde attracties. Een jaar later opende hij een ander park, Sea Lion Park op Coney Island, Brooklyn, New York. In 1897 kwam hier het Steeplechase Park bij, dat het eerste was van drie belangrijke attractieparken die in die buurt zouden openen. Steeplechase Park was een groot succes en steeds meer parken openden. In 1919 waren er in de Verenigde Staten ruim 1500 attractieparken. De opening van de wereldberoemde Cyclone-achtbaan in Steeplechase Park in 1927 zorgde ervoor dat achtbanen een van de meest populaire attracties werden voor de attractie- en de latere moderne themaparken.
Gedurende het hoogtepunt van de attractieparken tussen het begin van de twintigste eeuw en de late jaren 20, had Coney Island drie verschillende parken: Steeplechase Park, Luna Park (geopend in 1903) en Dreamland (geopend in 1904, afgebrand in 1911). Door de Grote Depressie nam het aantal attractieparken echter sterk af. In 1935 en gedurende de Tweede Wereldoorlog waren er nog maar 400 parken; velen sloten of voegden geen nieuwe attracties toe om winst te kunnen maken. Daarnaast vormde brand een continu gevaar, zeker omdat het merendeel van de attracties uit hout was opgebouwd. In 1911 was Dreamland het eerste park op Coney Island dat door het vuur werd gegrepen en tot de grond toe afbrandde; in 1944 werd het Luna Park ook geteisterd door een brand, waardoor er niets meer van over bleef.
Na de oorlog wonnen de parken opnieuw populariteit, zij het van korte duur. Vanaf 1950 gingen steeds minder mensen zich voor de parken interesseren, die meestal oud en niet vernieuwend genoeg meer waren. In deze periode werd Disneyland bedacht, dat in 1955 zijn deuren opende. Hoewel veel mensen twijfelden of het park lang zou bestaan, was het een groot succes. Vernieuwend was dat het park was opgedeeld in meerdere gebieden met elk een eigen thema.
Attractieparken veranderden langzaam in themaparken. Na de Disneyparken had ook Six Flags succes met zijn parken. Hierdoor openden er wereldwijd steeds meer attractie/themaparken. Sommige traditionele attractieparken werden gesloten, zoals Steeplechase Park in 1964, ooit de grootste van alle parken. Er waren ook veel parken die thema en decoratie toevoegden om genoeg bezoekers te trekken.
In 2024 zijn het nog steeds de themaparken die veel succes boeken en duizenden tot miljoenen bezoekers per jaar trekken. Het attractiepark is in zo'n 500 jaar uitgegroeid van een "vermaaktuin" tot een amusementsoord waar bezoekers een hele dag, of soms wel meerdere dagen, kunnen vertoeven.

### Nederland

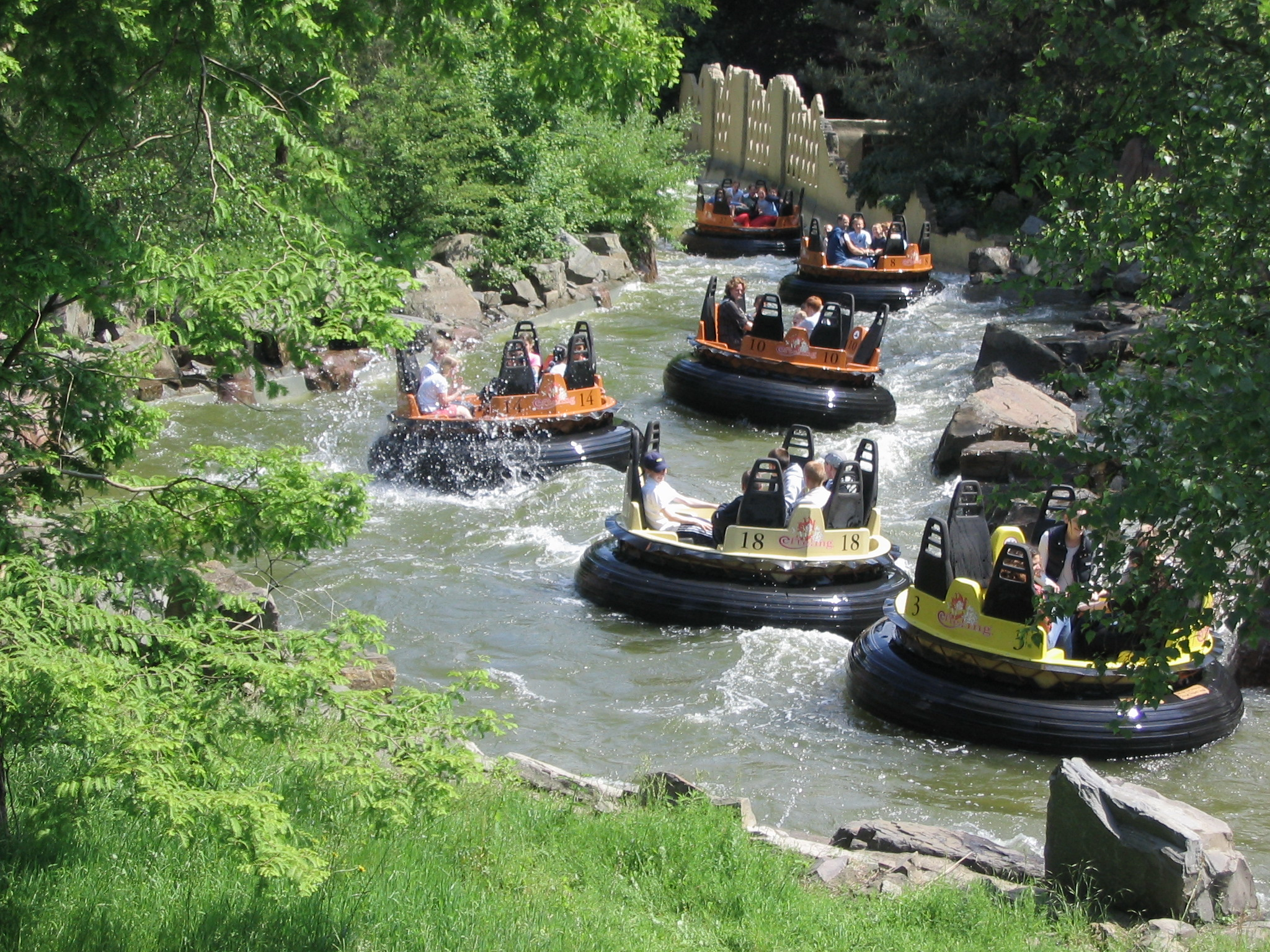
Natuur en water zijn nog steeds kenmerkend voor De Efteling

De geschiedenis van de attractieparken in Nederland begint in 1933 als kapelaan E. Rietra en pastoor F.J. De Klijn met het plan komen om een sportterrein aan te leggen in Kaatsheuvel. Tot 1950 worden hier verschillende grondaankopen gedaan en breidt het park zich langzaam uit: er komt een grote vijver, een theehuis en een speeltuin. In 1952 krijgt attractiepark De Efteling een sprookjesbos met dan nog tien sprookjes. De uitbreidingen van het park gaan vanaf dan in een sneltreinvaart: ieder jaar worden er nieuwe elementen en attracties aan het park toegevoegd. In 1972 ontvangt De Efteling de Pomme d'Or, een internationale onderscheiding die het park krijgt voor zijn opzet, originaliteit en recreatieve functie. In 1981 heeft het park de primeur met een van de eerste achtbanen met loopings in Europa, genaamd Python.
Inmiddels waren ook andere attractieparken geopend. Zo verwelkomde de Flevohof in 1971 zijn eerste bezoekers. Na verschillende naamswijzigingen (Walibi Flevo, Six Flags Holland en Walibi World) en uitbreidingen (vooral vanaf 1994) waarbij vooral achtbanen werden toegevoegd, heet het park sinds 2011 Walibi Holland.

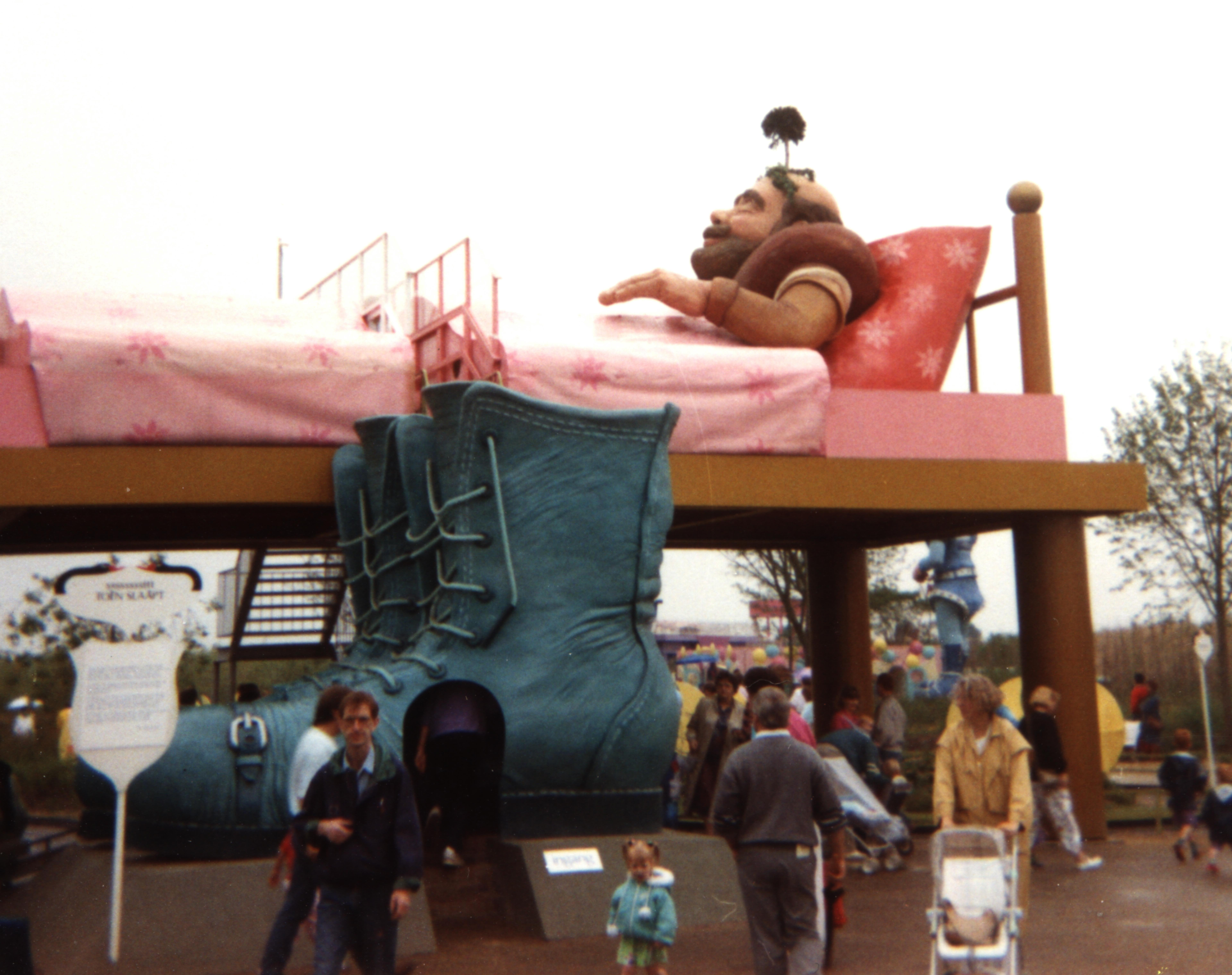
Reus Toen in het Land van Ooit.

Het Land van Ooit werd in 1989 opgericht en is speciaal bedoeld voor jonge kinderen. Het unieke concept waarbij "kinderen de baas zijn" en het "land" dat echte ridders, lakeien en gravinnen kent, kreeg in de jaren 90 te maken met terugvallende bezoekersaantallen. Om te concurreren met andere parken werd het park genoodzaakt enkele "snelle attracties" toe te voegen om ook oudere kinderen te trekken. Uiteindelijk mocht ook dit niet baten: in 2007 sloot het park definitief zijn poorten.
In 2001 werd attractiepark Toverland geopend. Dit park onderscheidde zich van de rest doordat het bijna volledig overdekt was, waardoor ze minder dan andere parken afhankelijk zijn van het weer. Later breidde Toverland zich alleen maar buiten uit en in 2018 werd de ingang verplaatst, weg van het indoorgebied, waardoor ze zich minder als indoorpark profileren.
Veel van de Nederlandse attractieparken zijn begonnen als natuur- en wandelparken. Zo begon De Efteling als sportpark met wandelpaden en (roei)vijvers, maar is dit imago vervaagd met de komst van attracties. Attractiepark Slagharen kent een soortgelijke geschiedenis. Dit park heette eerst Ponypark Slagharen maar door uitbreidingen met andere attracties raakten de pony's op de achtergrond, waarna de naam veranderd werd.

### België
Het eerste echte Belgische park was het Meli Park (het huidige Plopsaland) in Adinkerke, dat werd geopend in 1932. Dit park werd geopend om de verkoop van Meli honing te stimuleren. In het park lagen een speeltuin en een draaimolen. In 1961 volgde Bobbejaanland in Lichtaart.
Het eerste grote attractiepark van België was Walibi Waver, geopend in 1975. Reeds vanaf de oprichting was er sprake van spanningen, want de eigenaar van het park, wijlen Eddy Meeùs, wilde een attractiepark naar Amerikaans voorbeeld in België. Het park pakte dan ook regelmatig uit met nieuwe, snellere en hogere attracties. Later deden de parken Bellewaerde en Bobbejaanland dit ook. In de jaren tachtig en negentig heerste er zelfs een hevige concurrentiestrijd tussen Walibi en Bobbejaanland. Beide pretparken investeerden zeer veel geld in steeds nieuwere en vooral uniekere attracties. De jaren 90 waren de 'gouden jaren' van de Belgische pretparken'. Walibi behoorde destijds tot de top van Europa.

## De parken

### Benelux
Nederlandse attractieparken zijn vaak gebaseerd op één thema, hoewel dit in sommige parken wat vervaagd is. De Efteling baseert zich bijvoorbeeld op het sprookjesachtige thema, in Attractiepark Toverland staat magie centraal, in Attractiepark Slagharen Amerika rond 1850 en Walibi Holland richt zich vooral op heftige attracties. Pretparken zonder achtbanen of andere heftige attracties kunnen nauwelijks concurreren met de parken die deze attracties wel hebben, waardoor hun thema's vervagen. Hetzelfde geldt voor Het Land van Ooit dat, ondanks de unieke formule van "kinderen zijn de baas", ook grotere attracties moest bouwen om een breder publiek te trekken. Zolang het concept uniek is en het niet overwegend (jonge) kinderen aantrekt, trekt een Nederlands attractiepark veel bezoekers. Een uniek attractiepark is bijvoorbeeld het miniatuurpark Madurodam dat maar zes attracties heeft, en jaarlijks toch honderdduizenden bezoekers trekt.
België telt veel attractieparken in relatie tot de grootte van het land en kent niet één park dat veel groter of meer bezocht wordt dan de rest, hoewel Walibi Belgium en Plopsaland De Panne toch de twee grootste spelers op de markt zijn. De belangrijkste parken zijn Bobbejaanland, Bellewaerde, Plopsaland De Panne en Walibi Belgium.
In Luxemburg bevindt zich Parc Merveilleux. Dit is echter geen attractiepark op zichzelf, maar een recreatiepark bestaande uit een dierentuin en enkele attracties voor kinderen.

### Themaparken

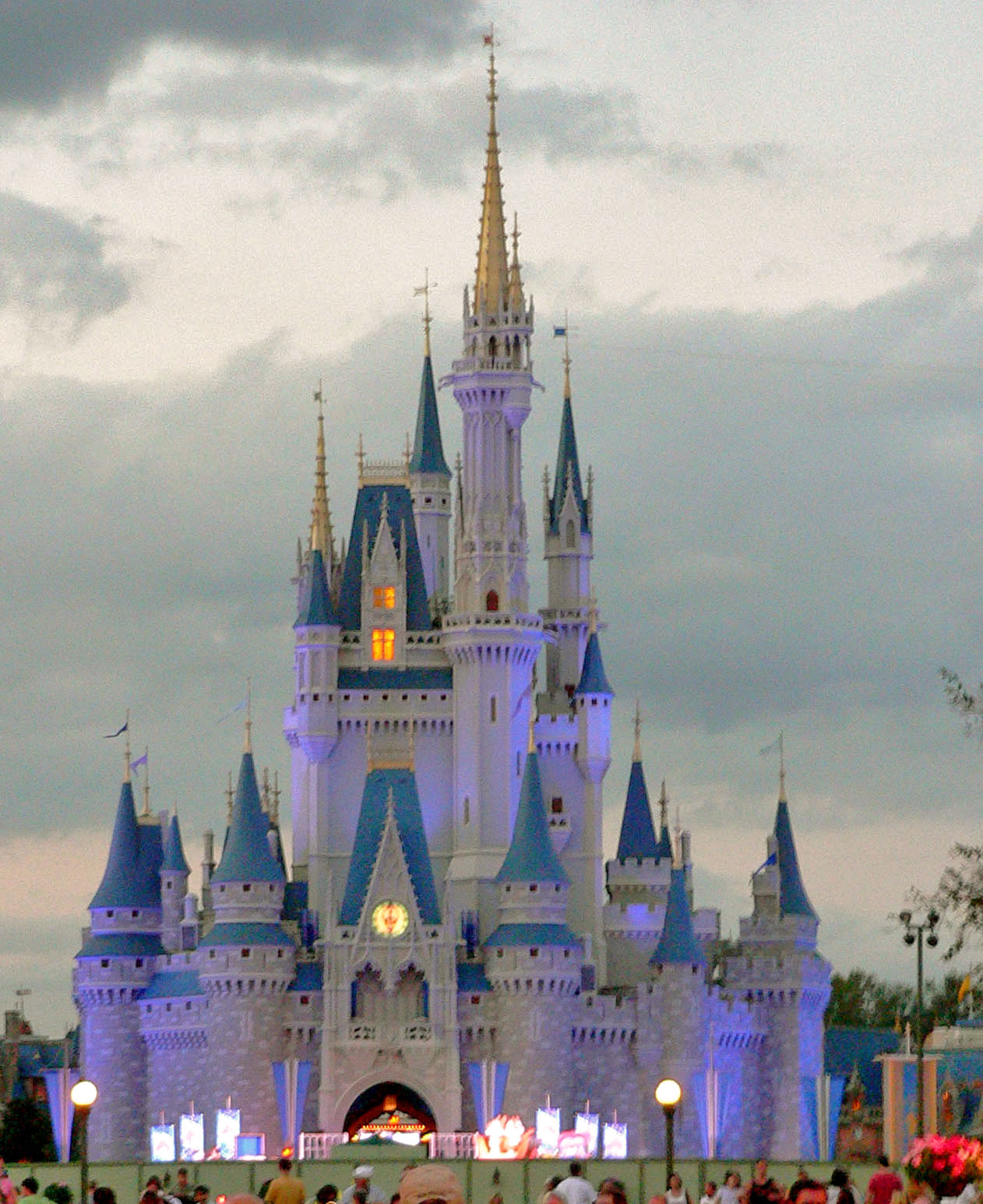
Magic Kingdom, een themapark in het Walt Disney World Resort in Florida.

Een themapark is een modern attractiepark, dat zijn attracties mooi aangekleed heeft en veel in de landschapsarchitectuur investeert. Vaak hebben de parken één of meerdere samenhangende thema's, verdeeld over enkele themagebieden. Grote resorts zoals Walt Disney World Resort in Florida bestaan uit meerdere parken met elk hun eigen hoofdthema.
In de jaren 1910 verkocht Walter Knott samen met zijn familie bessen in een kraampje langs de weg. In 1934 begon Knotts vrouw Cordelia met het serveren van gefrituurde kip en binnen een paar jaar stonden er buiten het restaurant rijen mensen. Om de wachtende gasten bezig te houden, bouwde Knott in 1940 een spookstad waarbij hij gebruikmaakte van gebouwen uit steden uit het oude westen, zoals Calico, Californië en Prescott, Arizona. In 1968 liet de familie Knott het gebied omheinen en vroegen ze een toegangsprijs. Hiermee werd Knott's Berry Farm officieel een attractiepark. Vanwege de lange geschiedenis prijst Knott's Berry Farm zich aan als "Amerika's eerste themapark", wat eveneens vermeld staat in hun logo.
Toch wordt Walt Disney vaak aangezien als degene met het originele concept van het thema- en attractiepark. Disneyland was in lichte mate gebaseerd op Tivoli in Kopenhagen, Children's Fairyland in Oakland, Californië en verschillende wereldtentoonstellingen. Disney mengde de opgedane ideeën met de populaire Disney-figuren waarmee zijn unieke concept "Disneyland" was geboren. In 1955 werd Disneyland in Anaheim, Californië, officieel geopend en zou het de attractieparkindustrie voorgoed veranderen.
De opening van Disneyland zorgde ervoor dat veel (kleinere) attractieparken hun deuren moesten sluiten. Binnen enkele jaren sloten vooral de oudere, traditionele attractieparken, maar snel volgden ook anderen. Nog voor de sluiting van het Steeplechase Park op Coney Island in 1964 deed echter een nieuw concern zijn intrede in de themaparkindustrie: het eerste Six Flags-Park, Six Flags Over Texas, werd in 1961 geopend. Later opende Six Flags nog twee andere parken en nam de groep nog een tientallen pretparken over. Na enkele jaren richtte Six Flags zich echter amper nog op de aankleding van hun parken, maar vooral op de aankoop van veel heftige attracties. De groep heeft als doelgroep dus vooral thrillseekers, en heeft minder focus op families, zoals themaparken juist wél doen. Anno 2025 heeft Six Flags Magic Mountain met 20 achtbanen de meeste achtbanen in één park ter wereld.
In 1971 werd het Walt Disney World Resort in Florida geopend, dat de afgelopen jaren het meestbezochte themapark en resort van de wereld is.
Sinds 1980 is de themaparkindustrie groter dan ooit. Er zijn enorm grote themaparken zoals Disneyland en Universal Studios Hollywood, middelgrote parken zoals Six Flags en diverse kleine parken over de hele wereld. Tussen al deze parken zitten er ook veel die zich vooral richten op kinderen als hun doelgroep, zoals Legoland, dat tien vestigingen heeft.

### Moderne media
Parken gebruiken vaak verschillende media om klanten te bereiken en het park te promoten, zoals via reclames, winacties, eigen televisieprogramma's of series. Zo is de animatieserie Sprookjesboom een creatie van de Efteling en heeft datzelfde park sinds 2008 ook een eigen radiozender. Dat gebeurt ook andersom. Disney had al naam gemaakt met bekende tekenfilms, toen in 1955 Disneyland opende in Anaheim. Een recenter voorbeeld is de Plopsagroep, die sinds 2000 actief is in de pretparkwereld en anno 2024 9 parken in bezit heeft.
Inmiddels hebben erg veel pretparken ook een eigen app, waarop mensen bijvoorbeeld de wachttijden kunnen zien.
Er bestaan ook verschillende computerspellen waarbij een attractiepark gebouwd moet worden, al zijn dit meestal algemene spellen die niet in het bijzonder aan één park of parkgroep gerelateerd zijn. Het eerste spel was Theme Park en kwam uit in 1994. Dit spel kreeg twee sequels: Theme Park World (1999) en Theme Park Manager (2002). Hoewel Theme Park de grondlegger was van de attractiepark-computerspellen, werd dit genre pas echt populair door de serie RollerCoaster Tycoon, waarvan het eerste spel in 1999 uitkwam. In 2002 kwam RollerCoaster Tycoon 2 op de markt en in 2004 RollerCoaster Tycoon 3. Deel 3 is gebouwd op een 3D-engine, en spelers kunnen hun zelfgemaakte achtbanen berijden. Alle drie de delen kregen twee uitbreidingspakketten waarbij nog meer attracties aan het park kunnen worden toegevoegd.
Op 3 juli 2007 kondigde het bedrijf Atari aan dat het in samenwerking met de Efteling het spel Efteling Tycoon uit zou gaan brengen. Het spel zou op 12 oktober 2007 uit moeten komen, maar kwam door verschillende vertragingen pas uit op 28 maart 2008, exclusief bij winkels van de Blokker-groep en Game Mania.
Eind 2016, een dag na de start van de verkoop van RollerCoaster Tycoon World, werd Planet Coaster uitgebracht. In 2024 kwam hier een vernieuwde editie van: Planet Coaster 2.

## Toegangsprijzen en toegangsbeleid
Het grootste gedeelte van de opbrengst van attractieparken bestaat uit toegangsgeld dat gasten betalen bij de ingang van het park. Andere inkomstenbronnen zijn parkeergeld en de verkoop van eten, drinken en souvenirs.
Over het algemeen zijn er twee principes waarop attractieparken toegangsgeld innen:

### Betalen per rit
Dit principe gaat uit van het volgende: een gast betaalt bij de ingang van het park een klein bedrag of soms zelfs niets. In het park wordt vervolgens per rit betaald; dit kan door bij de ingang van de attractie geld te betalen, maar het is ook mogelijk dat het park ritkaartjes (of een ander betaalmiddel, zoals de betaalpenning) verkoopt waarmee gebruik mag worden gemaakt van de attracties. De prijs per rit is afhankelijk van de grootte of populariteit van een attractie. Een rit op de draaimolen is bijvoorbeeld goedkoper dan een rit met de achtbaan. Vaak kunnen gasten ook kaarten of polsbandjes kopen waarmee ze van de attracties gebruik mogen maken zo vaak als ze willen.
Disneyland opende in 1955 en gebruikte het principe van "betalen per rit". Hierbij betaalden de gasten een toegangsprijs bij de ingang van elke attractie. Binnen een korte tijd deden zich problemen voor met de grote hoeveelheden geld die binnenkwamen. Dit leidde tot de ontwikkeling van een kaartjessysteem, dat, hoewel het tegenwoordig niet meer wordt gebruikt, nog steeds enigszins bekend is. Bij dit principe kochten gasten boekjes met toegangsbewijzen, die een bepaalde hoeveelheid "A-kaartjes", "B-kaartjes" en "C-kaartjes" bevatten. De attracties waarvoor een "A-kaartje" moest worden betaald waren over het algemeen klein en simpel, de "B-" en "C-kaartjes" waren bedoeld voor de grotere en populairdere attracties. Later werd daar een "D-kaartje" aan toegevoegd en uiteindelijk ook een "E-kaartje", dat was bedoeld voor de allergrootste en meest spectaculaire attracties, zoals Space Mountain. Kleinere kaartjes konden in grotere hoeveelheden ook gebruikt worden voor de grotere attracties: twee of drie "A-kaartjes" stonden dan gelijk aan een "B-kaartje".
Voordelen
- Gasten betalen alleen voor de dingen waar ze gebruik van maken.
- De prijs per attractie kan gemakkelijk worden aangepast, om de aantrekkelijkheid te vergroten of vanwege toenemende populariteit.

Nadelen
- Gasten kunnen het vervelend vinden om bijna continu geld uit te geven.
- Gasten kunnen overwegen om minder geld aan eten of souvenirs uit te geven.

### Betalen van een toegangsprijs

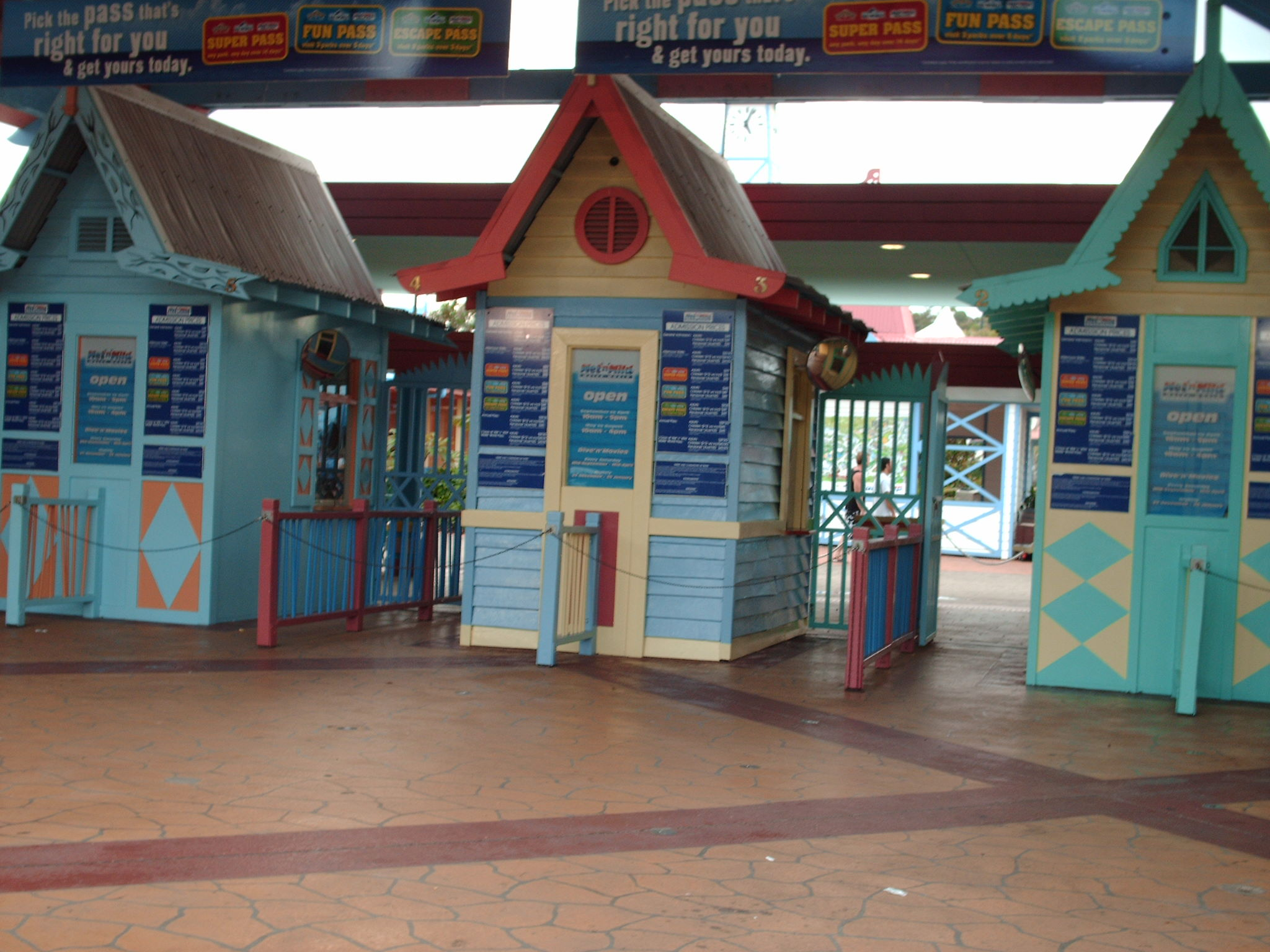
Kaartjesloketten in het Amerikaanse Wet 'n' Wild Water World, een park waar men een vaste toegangsprijs betaalt.

Dit principe houdt in dat een gast eenmalig een groot bedrag betaalt bij de ingang van het park. Daarna mag hij tijdens zijn bezoek zo vaak hij wil van alle attracties gebruikmaken. Het park kan enkele attracties hebben die buiten deze prijs vallen, zoals bungeejumpen of behendigheidsspellen. In ieder geval is de overgrote meerderheid van de attracties bij de toegangsprijs inbegrepen.
Het principe van "betalen van een toegangsprijs" werd voor het eerst toegepast door George Tilyou in Steeplechase Park in 1897. De toegangsprijs bedroeg 25 cent en bezoekers konden daarna zo vaak als ze wilden van de attracties gebruikmaken. Het eerste Europese pretpark dat gebruikmaakte van deze formule was het Nederlandse Ponypark Slagharen in 1972.
Voordelen
- Gasten kunnen gemakkelijker plannen hoeveel ze uit gaan geven.
- Gasten zijn sneller geneigd in een attractie te stappen als ze weten dat ze er al voor hebben betaald.

Nadelen
- Gasten zullen het park niet bezoeken als ze geloven dat een bezoek het geld niet waard is.

## Bekende attractieparken

### Belangrijkste parken in Nederland

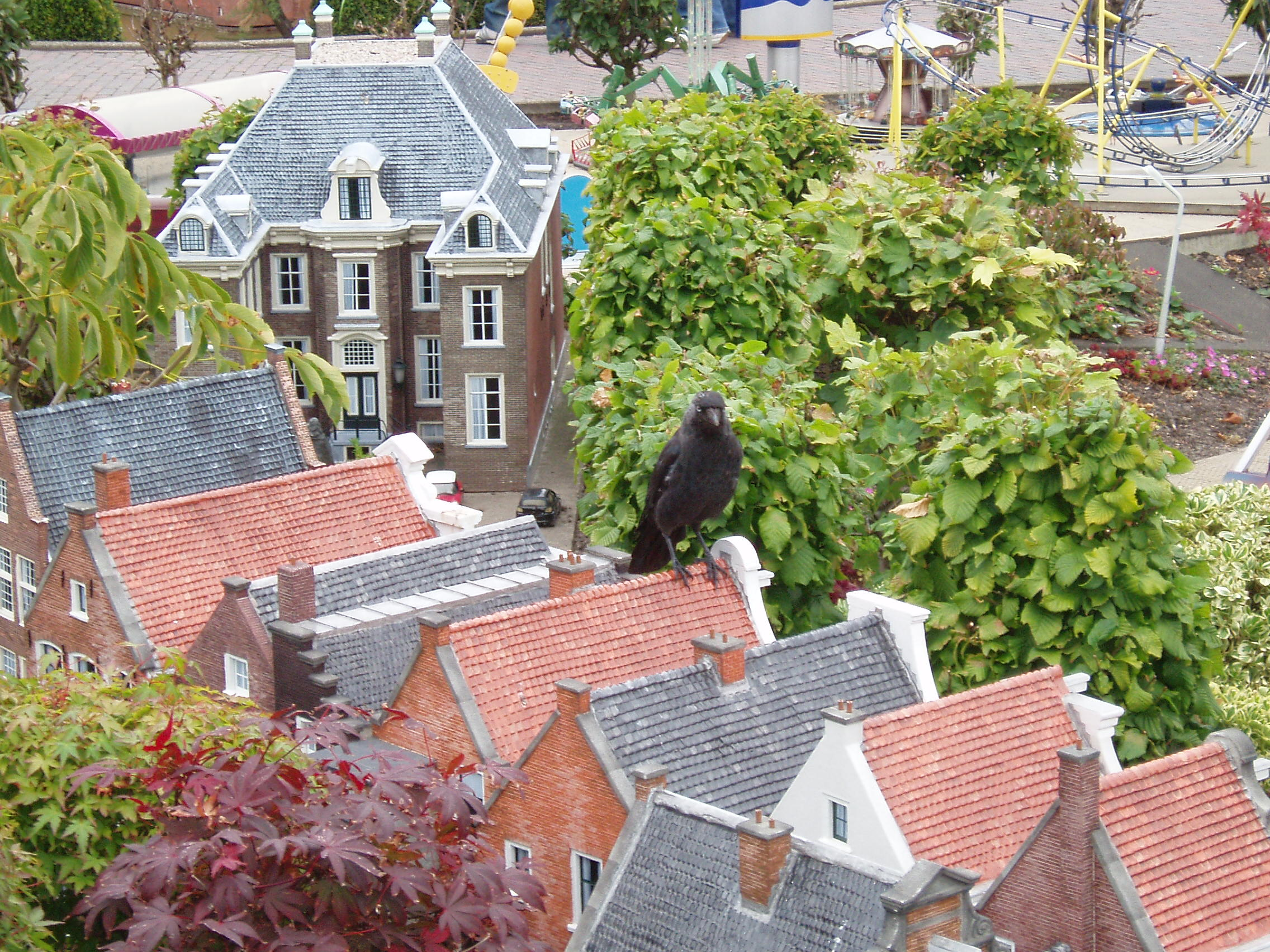
Miniatuurbouwwerken in Madurodam.

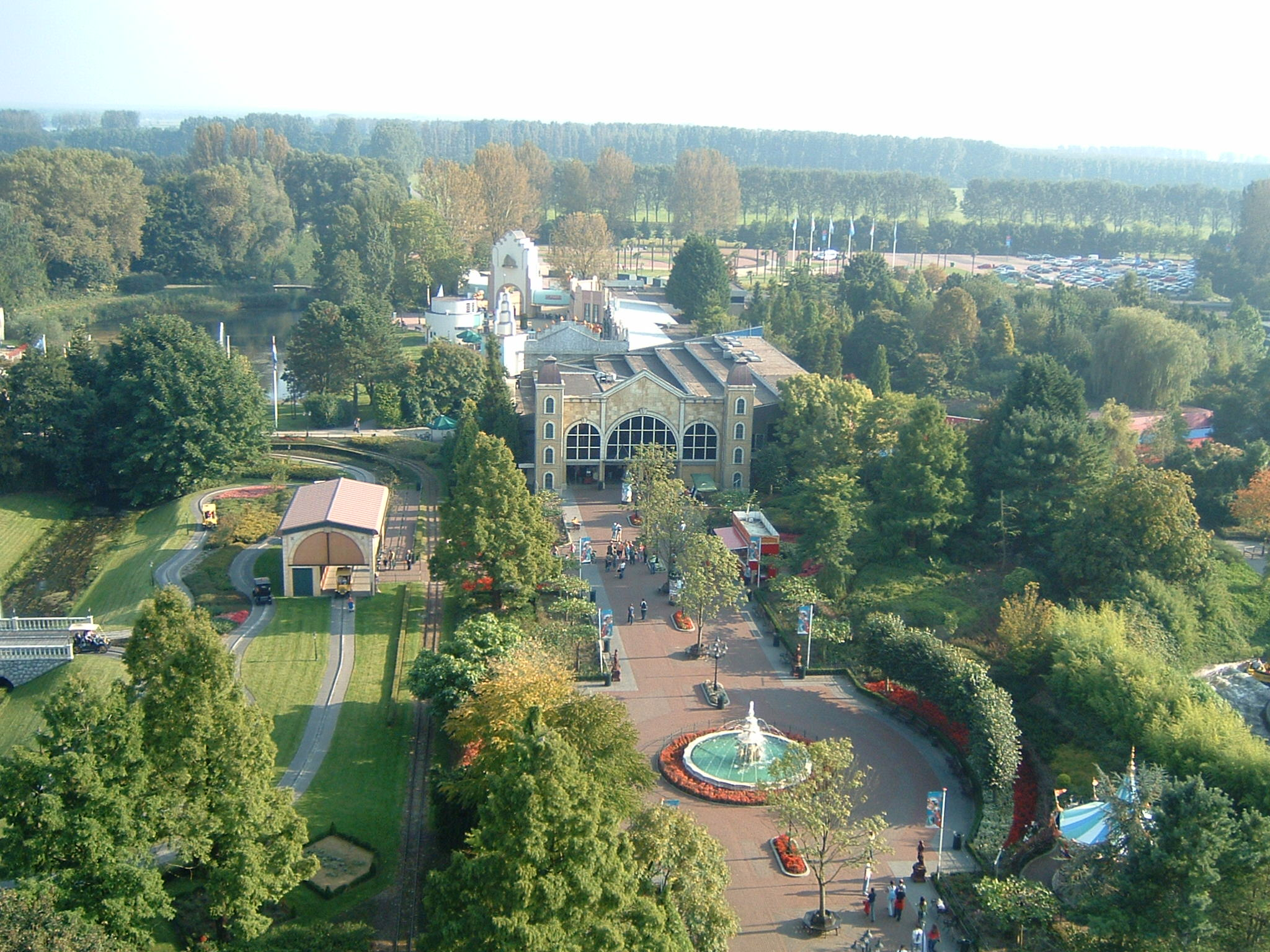
Mainstreet van Walibi Holland, gezien vanuit het reuzenrad.

- Attractiepark Slagharen begon ooit als Ponypark Slagharen, een vakantiepark waarbij bezoekers een pony tot hun beschikking kregen en enkele attracties konden bezoeken, maar is inmiddels uitgegroeid tot een attractie- en vakantiepark met achtbanen, darkrides en andere attracties.
- Avonturenpark Hellendoorn is een attractiepark bij het Overijsselse Hellendoorn. Met Halloween wordt het park omgedoopt tot Heksendoorn en is het vol met halloweendecoratie en acteurs. Sinds 2013 heeft het pretpark een outdoor waterglijbanenpark, onder de naam Slidepark Aquaventura.
- Duinrell is gelegen bij Wassenaar, bij de duinen en niet ver van de Noordzee. Naast verschillende attracties telt het park ook een zwembad, het Tikibad genaamd, en een vakantiepark.
- De Efteling is een van de grootste en bekendste attractieparken. Begonnen als een natuurpark, maar inmiddels uitgegroeid tot een van de grootste attractieparken ter wereld.
- Familiepark Drievliet ligt aan de rand van Den Haag en richt zich meer op jeugdige bezoekers. Het park telt 4 achtbanen, waaronder Formule X.
- Attractiepark Toverland, naast Sevenum en geopend in 2001, onderscheidt zich van andere parken doordat een belangrijk deel overdekt is. Zo is het park minder afhankelijk van het weer, al zijn er ook buitenattracties te vinden. In 2007 opende een van de beste houten achtbanen ter wereld onder de naam Troy.[6]
- Walibi Holland is de voortzetting van de Flevohof, een park dat in 1971 opende, maar in 1992 na tegenvallende bezoekersaantallen werd overgenomen. Twee jaar later opende Walibi Flevo dat inmiddels was omgebouwd tot attractiepark. Toen in 1998 de Six Flags-keten naar Europa kwam, werd ook Walibi Flevo overgenomen en werden er in 2000 veel nieuwe, hoge en snelle attracties bij gebouwd. Na 2004 verdween Six Flags en sindsdien heette het park Walibi World. De daaropvolgende jaren wilde het park zich meer richten op families dan op grote achtbanen en heftige thrill rides. Eind 2010 werd bekend dat het park per 2011 verdergaat onder de naam Walibi Holland. Sindsdien ligt de focus opnieuw op jongeren en thrill en minder op familie.
- Plopsa Indoor Coevorden is een overdekt themapark in de provincie Drenthe, gelegen naast Center Parcs. Het themapark opende op 30 april 2010 zijn deuren. Plopsa Indoor Coevorden behoort tot de Plopsa-groep, waartoe o.a. ook de Belgische parken Plopsaland De Panne, Plopsa Indoor Hasselt en Plopsaland Ardennes en het Duitse Holiday Park behoren.
- De Waarbeek heeft de oudste nog werkende stalen achtbaan van de wereld. Rodelbaan is in 1930 gebouwd door de toenmalige eigenaren van het park.

### Belangrijkste parken in België

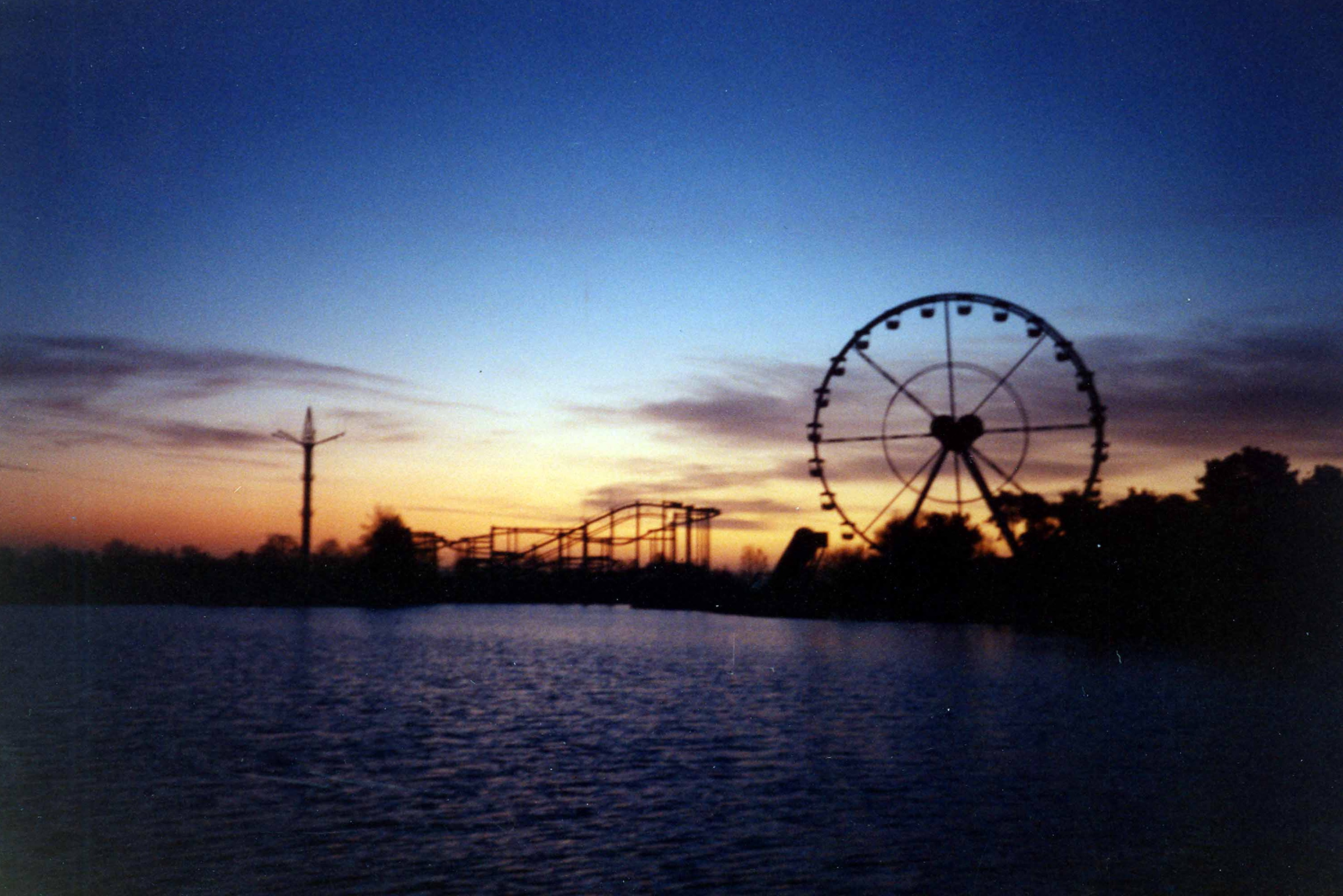
Skyline van Bobbejaanland in de jaren 80

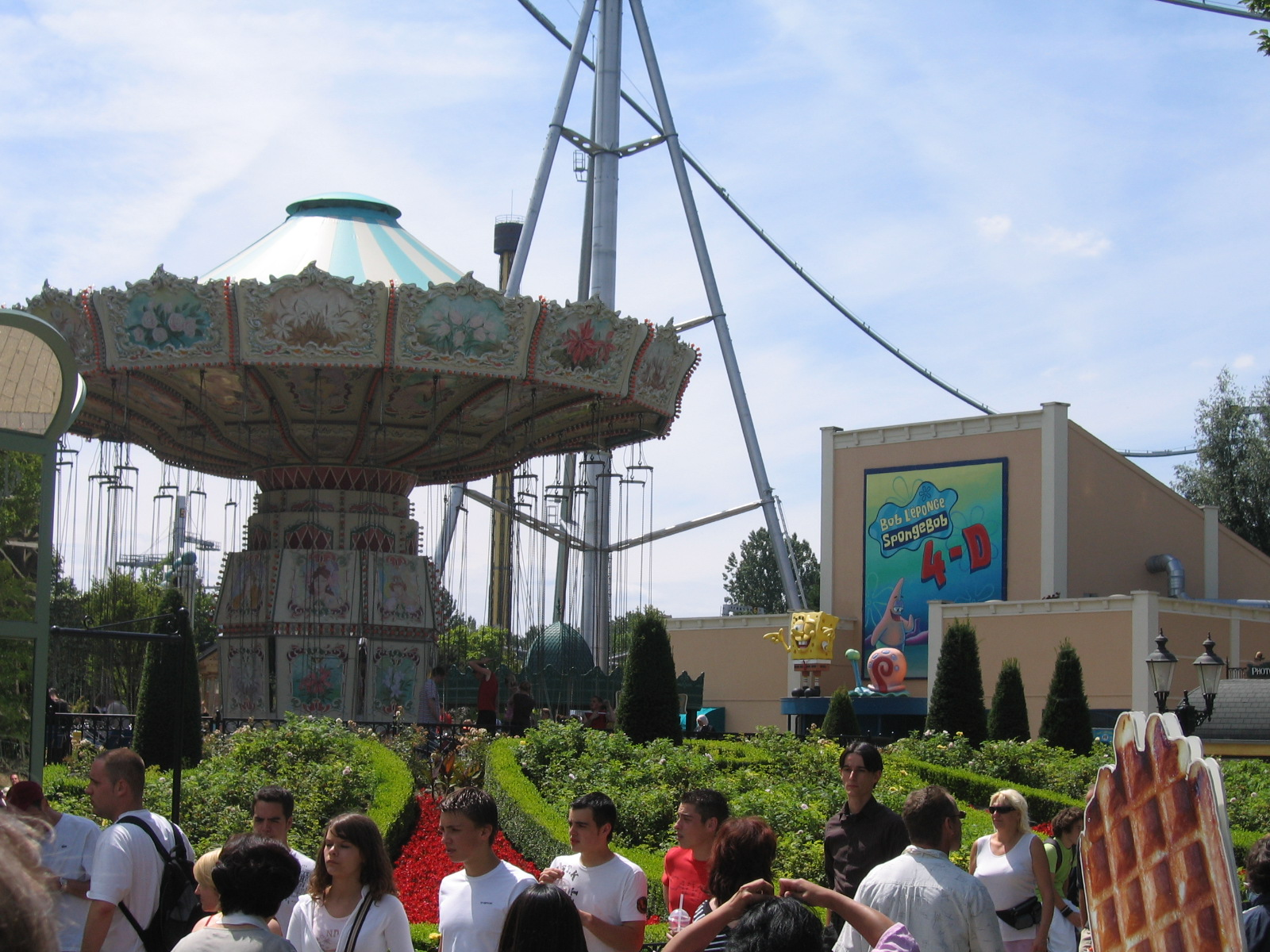
Spongebob 4D, French Cancan en de reeds verdwenen attractie Vertigo in Walibi Belgium

- Bellewaerde, bij Ieper, is een park dat zich richt op alle leeftijden. Het thema in het Ieperse Bellewaerde is vooral de natuur. Er bevinden zich naast de vele grote attracties ook veel exotische dieren. Zo kan men met een treintje door o.a. tijger- en leeuwenverblijven rijden.
- Bobbejaanland, vernoemd naar de stichter en zanger Bobbejaan Schoepen, richt zich op alle leeftijden en is gethematiseerd naar het verre westen. Bobbejaanland werd in 2004 echter verkocht aan de Spaanse groep Parques Reunidos. Het was het laatste park in België dat nog in handen was van de oorspronkelijke stichters.
- Boudewijn Seapark, in Brugge, bevat de meest standaard attracties van een pretpark, waaronder een achtbaan, een schommelschip, een carrousel, draaimolens en een treintje. Wie een toegangsticket koopt heeft recht om verschillende shows te bekijken waaronder de zeer bekende dolfijnenshow in Europa's grootste overdekte dolfinarium.
- Plopsaland Ardennes, het voormalige Télécoo aan het Ardenner dorpje Coo, is sinds 2004 in handen van de Plopsagroep. Het park trekt niet alleen bezoekers met zijn eigen attracties, maar ook met de vijftien meter hoge watervallen van Coo.
- Plopsaland Belgium in het West-Vlaamse Adinkerke (bij De Panne) richt zich vooral op kleine kinderen door middel van de Vlaamse kinderfiguren, waaronder Samson en Gert, Kabouter Plop, Big en Betsy en Wizzy en Woppy. Deze zijn ook bekend in Wallonië en Nederland. Vooral met de komst van de Ride to Happiness richt het park zich ook steeds meer op een wat ouder publiek.
- Plopsa Indoor Hasselt, gelegen op het Hasseltse Park H is een bijna geheel overdekt attractieparkje met een oppervlakte van ongeveer 9000 m².
- Walibi Belgium is een park met voornamelijk snelle en heftige attracties en heeft al heel wat naamsveranderingen gehad. Dit park lag aan de basis van alle 5 Walibi-parken in Europa. In 2001 kreeg het de naam Six Flags Belgium, maar na een paar jaar werden alle Six Flags-parken in Europa weer verkocht. Zo kreeg Walibi zijn mascotte, de oranje kangoeroe weer terug. Het park bevat vooral achtbanen, waaronder een van de twee houten achtbanen in België, de Weerwolf (Loup Garou).